# Vinted
Vinted è un sito di vendita online con sede a Vilnius, in Lituania, per l'acquisto, la vendita e lo scambio di articoli nuovi o di seconda mano, principalmente abbigliamento e accessori.
Il nome Vinted è la traduzione in lituano della parola inglese vintage, in italiano d'epoca.

## Storia
L'azienda è stata creata nel 2008 a Vilnius, capitale della Lituania, da Milda Mitkute e Justas Janauskas.
Vinted originariamente era dedicato solo alla vendita di abbigliamento femminile, poi si è ampliato all'abbigliamento per bambini e uomini, ad accessori come gioielli, borse, ecc. Sono ammessi anche libri, giocattoli per bambini, articoli per la casa e per animali e oggetti tecnologici.
Dei 30 milioni di membri dichiarati, 12 milioni sono in Francia. A giugno 2024 Vinted opera in ventuno Paesi e conta più di 65 milioni di utenti registrati. Diventata una startup unicorno, nel novembre 2024 la piattaforma è stata valutata 5 miliardi di euro.